# Cosmosoma bromus
Cosmosoma bromus là một loài bướm đêm thuộc phân họ Arctiinae, họ Erebidae.